# Пойвищи
Пойвищи — деревня в Валдайском районе Новгородской области России. Входит в состав Семёновщинского сельского поселения.

## География
Деревня находится в юго-восточной части Новгородской области, в зоне хвойно-широколиственных лесов, при автодороге 49Н-0344, на расстоянии примерно 26 километров (по прямой) к юго-западу от города Валдай, административного центра района. Абсолютная высота — 206 метров над уровнем моря.

### Часовой пояс
Деревня Пойвищи, как и вся Новгородская область, находится в часовой зоне МСК (московское время). Смещение применяемого времени относительно UTC составляет +3:00.

## Население
| 2010 |
| ---- |
| 14   |

Половой состав
По данным Всероссийской переписи населения 2010 года в гендерной структуре населения мужчины составляли 42,9 %, женщины — соответственно 57,1 %.

Согласно результатам переписи 2002 года, в национальной структуре населения русские составляли 100 % из 18 чел.